# Усов, Фёдор Вениаминович
Фёдор Вениаминович Усов (30 марта 1982) — российский футболист, защитник и полузащитник.

## Карьера
Воспитанник спортивной школы «Смена» Ленинград. В школу пришёл в 10 лет. С 1999 года стал выступать за вторую команду «Зенита» во втором дивизионе. В 2000 году, после двух игр в основном составе, тренер команды Юрий Морозов отказался от услуг Усова без объяснения причин. Затем была неудачная попытка попасть в состав «Петротреста». В 2003 году выступал за «Светогорец», в 2004 — за тольяттинскую «Ладу». Сезон-2006 начал в «Зените» Пенза, но в конце сезона на сборах порвал ахиллесово сухожилие, после чего закончил выступления за профессиональные команды. Играл в «Лиге Чайников» за команду «Кальматрон».
В составе сборной России до 16 лет играл на чемпионате Европы 1999 года в Чехии.